# Lac Dufault
Pour les articles homonymes, voir Dufault.
Natapigik Sagahigan

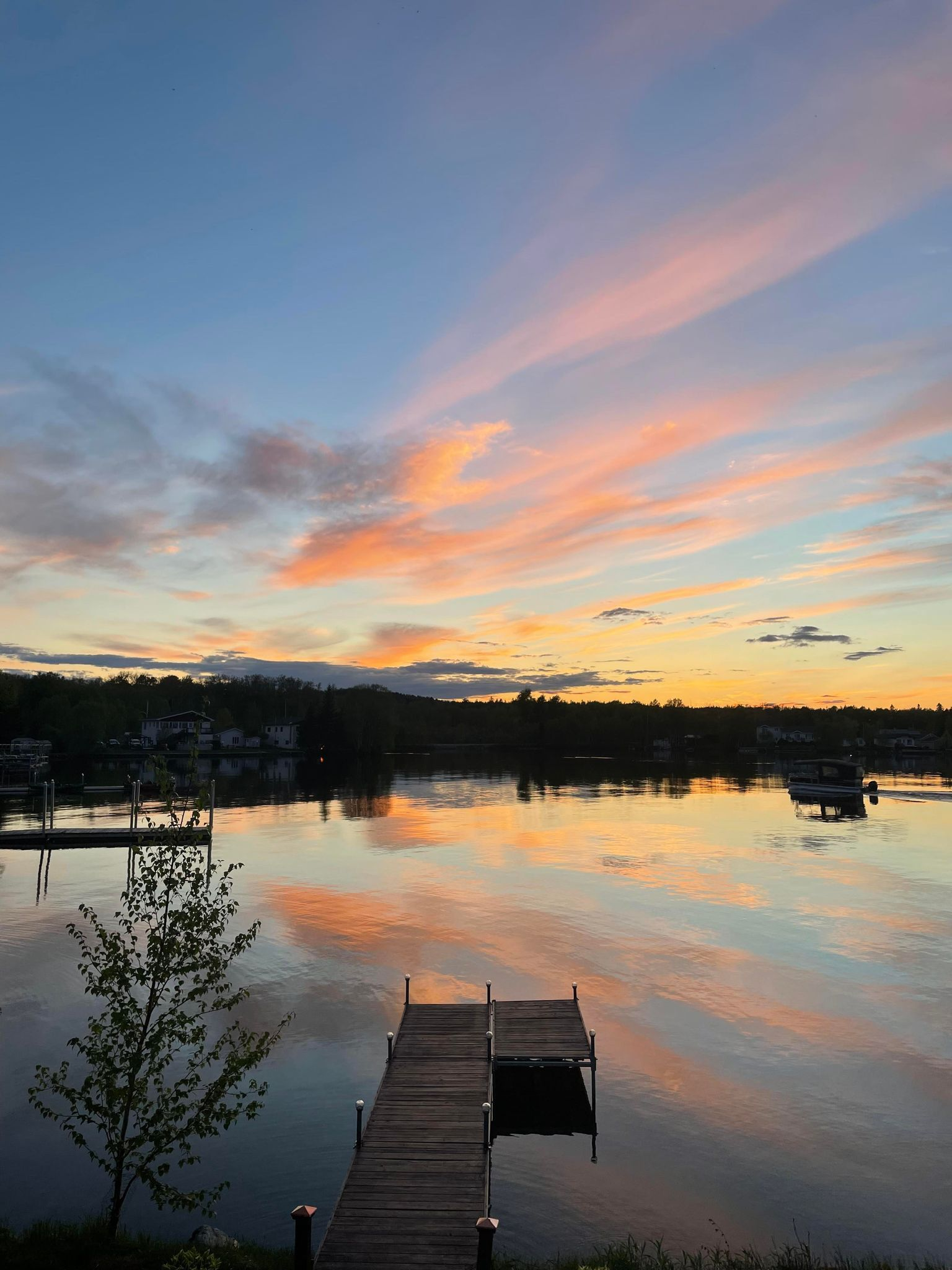
Le coucher du soleil au lac Dufault.

Le lac Dufault ou Natapigik Sagahigan est un plan d'eau douce situé dans la ville de Rouyn-Noranda, dans la région administrative de l'Abitibi-Témiscamingue, au Québec, au Canada.
Le village d’Amulet est aménagé sur la rive Sud-Ouest du lac, soit le secteur où la villégiature est développée.

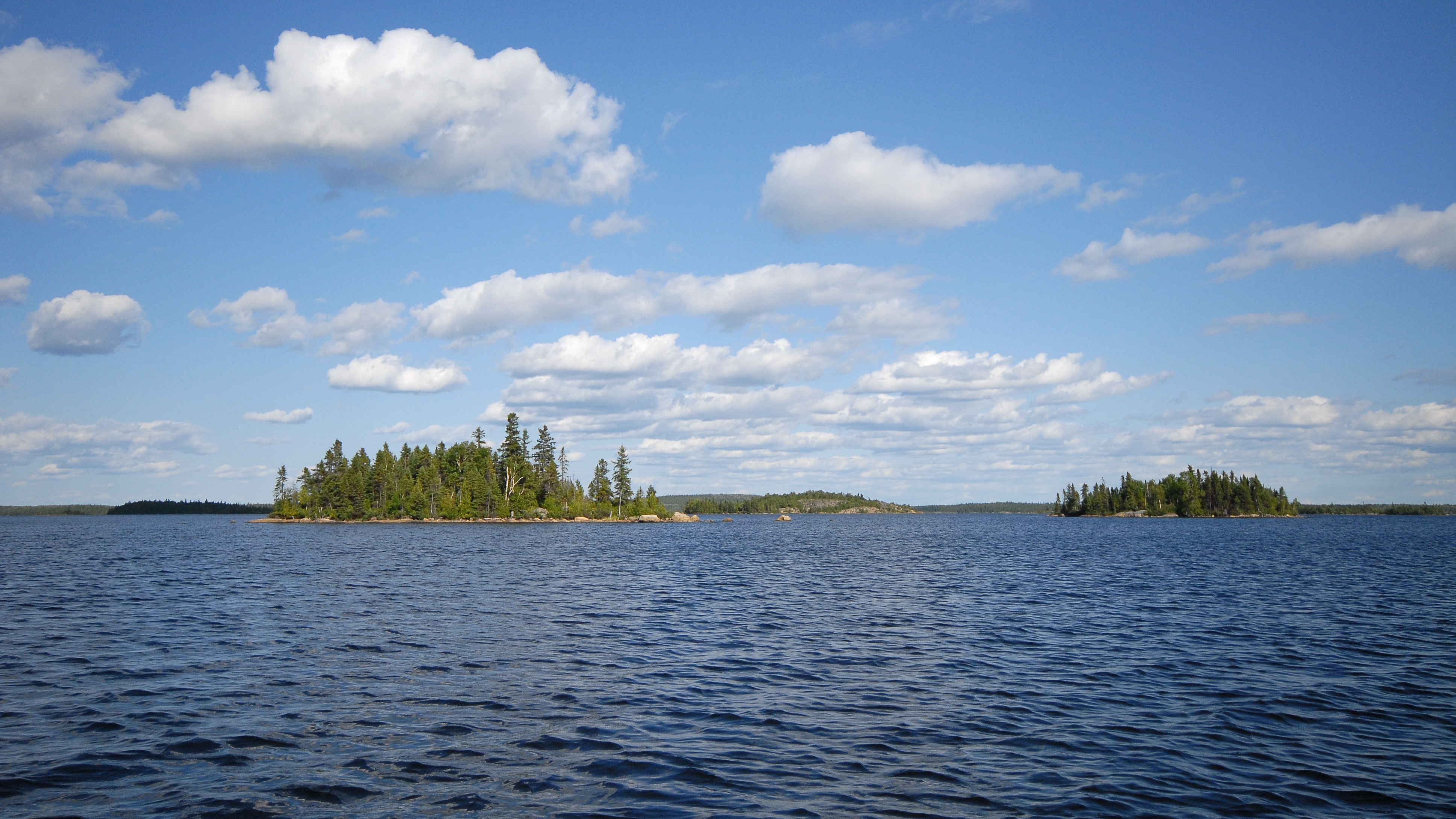
De nombreux ilots parsèment le lac Dufault.

Annuellement, la surface du lac est généralement gelée de la mi-novembre à la fin avril, néanmoins, la période de circulation sécuritaire sur la glace est habituellement de la mi-décembre à la mi-avril.

## Géographie
Les bassins versants voisins du lac Dufault sont :
- côté nord : lac Dufresnoy, rivière Dufresnoy, rivière Kinojévis ;
- côté est : rivière Dufault, rivière Kinojévis ;
- côté sud : lac Osisko, lac Rouyn, lac Pelletier, rivière Pelletier, rivière La Bruère ;
- côté ouest : rivière Duprat, lac Duprat, rivière Mouilleuse.

Le lac Dufault comporte les dimensions suivantes : longueur : 8,0 km ; largeur : 7,1 km ; altitude : 295 m. Ce lac qui comporte plusieurs dizaines d’îles s’alimente du ruisseau Marlon, du ruisseau Landry, de la rivière Duprat et du ruisseau Vauze. Ce lac comporte la baie Sergius (rive Ouest) et la Baie de l’Est.
L’embouchure du lac Dufault est situé au Sud-Est du lac, à :
- 6,6 km au Sud-Est du centre du village de Duprat ;
- 6,6 km au Nord-Ouest de la confluence de la rivière Dufault avec le lac Routhier ;
- 5,6 km au Nord du centre-ville de Rouyn-Noranda ;
- 46,9 km au Nord-Ouest de la confluence de la rivière Kinojévis avec la rivière des Outaouais[1].

## Toponymie
Le lac est d'abord connu par les Anicinabek comme le lac Natapigique ou Natapigik, ce qui signifie le lac où l'on chasse le buffle. Il était connu avant 1912 par les arpenteurs sous le nom Lac des Îles. Le lac a ensuite été désigné en utilisant le patronyme Dufault en l'honneur de Sergius Dufault, sous-ministre et fonctionnaire provincial impliqué dans la colonisation, la pêche et les mines entre 1887 et 1925. L'hydronyme « lac Dufault » a été officialisé le 5 décembre 1968 à la Commission de toponymie, soit à la création de la Commission.

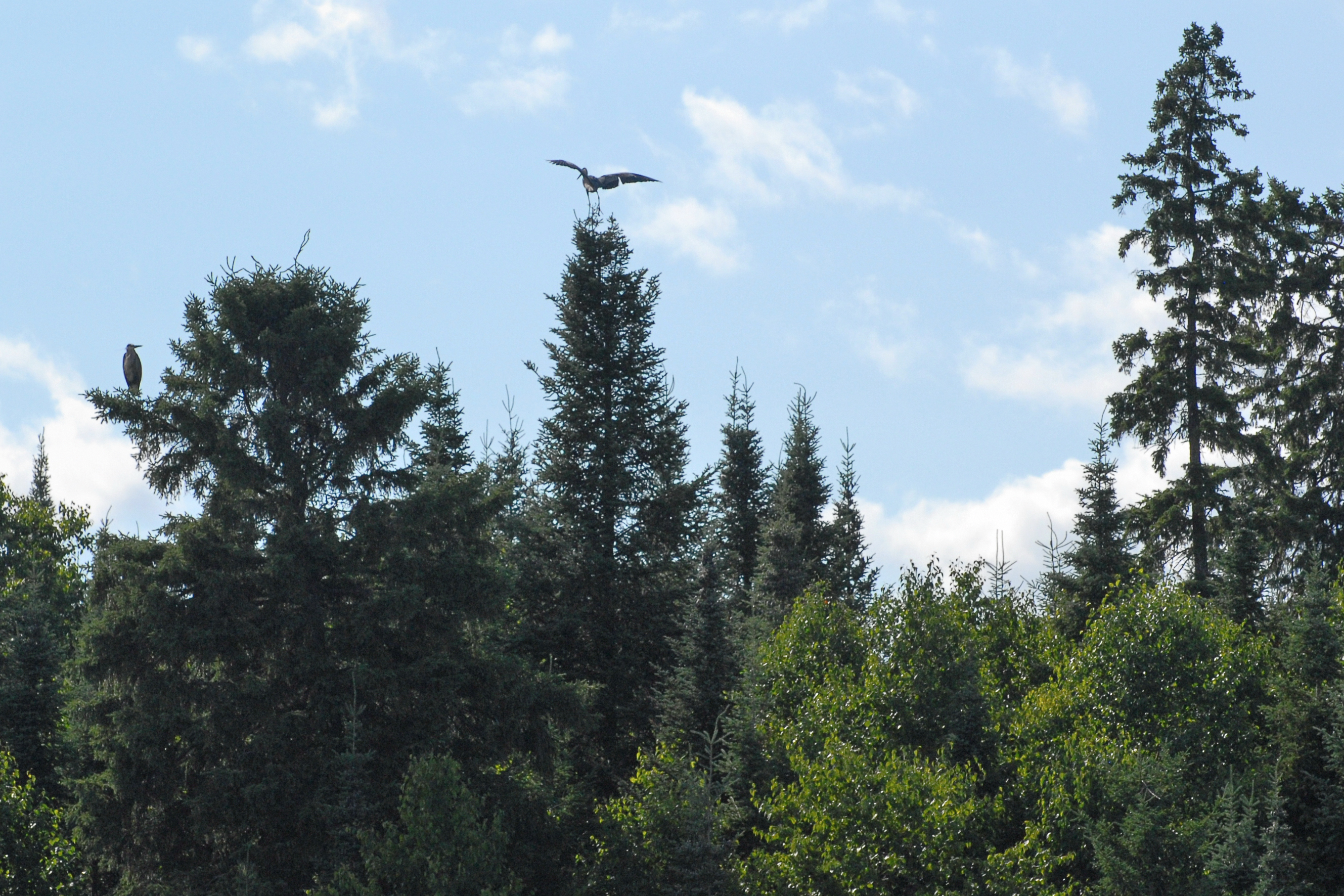
La héronnière du lac Dufault.